# Negrokus lebasi
Negrokus lebasi är en insektsart som beskrevs av Navás 1930. Negrokus lebasi ingår i släktet Negrokus och familjen myrlejonsländor. Inga underarter finns listade i Catalogue of Life.